# 大気散逸

いくつかの太陽系天体の、表面温度と脱出速度、その気体が保持されうるかを示したグラフ。各天体は縮尺通りに描かれており、データ点はその中央に記されている黒い点である。

大気散逸 (たいきさんいつ、英: atmospheric escape) とは、惑星の大気が宇宙空間へと失われることである。大気散逸を引き起こすメカニズムには様々なものがあり、熱的散逸 (英: thermal escape)、非熱的散逸 (英: non-thermal escape, suprathermal escape)、衝突による剥ぎ取り (英: impact erosion) に大別される。それぞれの散逸過程の相対的な重要性は、惑星の脱出速度、大気組成、恒星からの距離に依存する。散逸は、分子の運動エネルギーが重力エネルギーを上回った際に発生する。言い換えれば、分子がその惑星の脱出速度よりも速く運動する場合に散逸するということである。太陽系外惑星における大気散逸率を分類することは、その惑星で大気が持続できるかどうか、ひいてはその惑星の居住可能性や生命の存在可能性を決定するために必要である。

## 熱的散逸
熱的散逸は、熱エネルギーに起因する分子の速度が十分に大きい場合に発生する。熱的散逸は分子レベルで発生するジーンズ散逸から、大量の大気の流出が発生するハイドロダイナミックエスケープまで、全てのスケールで発生する。
大気の熱的散逸の様子を表す指標として、エスケープパラメータ (英: escape parameter) というものがあり、以下のように定義される。
{\displaystyle \lambda ={\frac {GMm}{rk_{\rm {B}}T}}}.
ここで、{\displaystyle \lambda } はエスケープパラメータ、{\displaystyle G} は万有引力定数、{\displaystyle M} は惑星質量、{\displaystyle m} は大気分子の平均質量、{\displaystyle r} は惑星中心からの距離 (地表の場合は惑星半径に相当する)、{\displaystyle k_{\rm {B}}} はボルツマン定数、{\displaystyle T} は大気の温度である。これは、惑星からの脱出速度 {\displaystyle {\sqrt {2GM/r}}} と気体分子運動の典型的な速度 {\displaystyle {\sqrt {2k_{\rm {B}}T}}} の比から定義でき、重力エネルギーと分子の熱運動エネルギーの比と言える。エスケープパラメータは大気が惑星にどれだけ強く束縛されているかを示す指標であり、値が大きいほど強く束縛されている、つまり大気散逸を起こしにくいことを意味する。例として、地球の大気下層でのエスケープパラメータは {\displaystyle \lambda \sim 700} である。また、惑星の中心を原点とする球座標における大気のスケールハイト {\displaystyle H}は
{\displaystyle H={\frac {r^{2}k_{\rm {B}}T}{GMm}}}
と表されるため、これを用いるとエスケープパラメータは
{\displaystyle \lambda ={\frac {r}{H}}}
と書け、惑星半径と惑星大気のスケールハイトの比を表すことになる。

### ジーンズ散逸

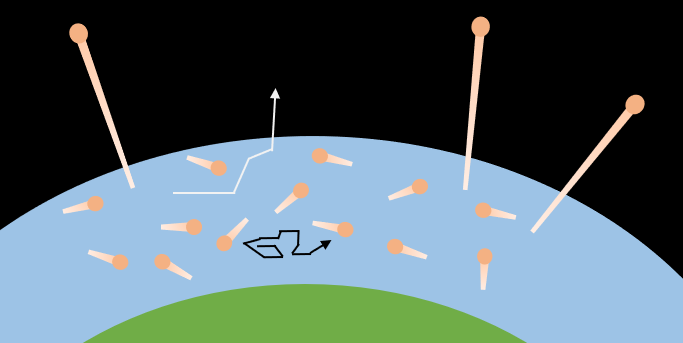
ジーンズ散逸の模式図。分子のエネルギーの範囲は大気温度によって決まる。外圏底よりも上空では十分なエネルギーを持った分子は散逸するが、大気低層では他の分子との衝突によって捕獲される。

古典的な熱的散逸のメカニズムの一つが、ジーンズ散逸 (英: Jeans escape) である。この名称は、この大気散逸過程を記述したイギリスの天文学者ジェームズ・ジーンズから名付けられた。ジーンズ散逸は、大気の静水圧平衡が成り立っている状態で発生する熱的散逸である。この散逸過程は大気の「蒸発」に喩えられ、後述のハイドロダイナミックエスケープで起きる大気の「流出」とは区別される。
大量の気体が存在する状態では、任意の一つの分子の平均速度は気体の温度によって測定されるが、個々の分子の速度は他の分子との衝突によって変化し、運動エネルギーを獲得したり失ったりする。分子が持つ運動エネルギーの分布は、マクスウェル分布によって記述される。分子の運動エネルギー ({\displaystyle E_{kin}})、質量 ({\displaystyle m})、速度 ({\displaystyle v}) の間には、{\displaystyle E_{\mathit {kin}}={\frac {1}{2}}mv^{2}} という関係がある。分布のロングテールではいくつかの粒子は平均的な速度よりもずっと大きな速度を持っており、別の粒子と衝突を起こさなければ、脱出速度に達して大気から散逸する場合がある。この散逸は主に、大気のスケールハイトと平均自由行程が同程度になる外気圏において発生する。散逸することができる粒子の数は熱圏界面 (もしくは外圏底) における分子の密度に依存し、これは熱圏での拡散によって律速される (拡散律速散逸)。
ジーンズ散逸による大気散逸は、ほぼエスケープパラメータで決まる。ジーンズ散逸の相対的な重要性には、次の3つの要素が大きく関与する。分子の質量、その惑星の脱出速度、そして主星からの輻射による高層大気の加熱である。同じ大気温度の場合、重い分子は軽い分子よりも低速であるため、散逸しにくい。これが二酸化炭素よりも水素がより容易に散逸する理由である。二番目に、より重い惑星は重力も強いため脱出速度も大きくなる傾向があり、脱出するための十分なエネルギーを得ることができる粒子は少なくなる。これが、地球の大気ではより容易に散逸してしまう水素を、木星型惑星では依然として大量に保持できている理由である。最後に、惑星の恒星からの距離も影響を及ぼす。つまり、恒星に近接する惑星はより高温な大気を持ち分子の速度も大きいため、散逸する可能性が高くなる。遠方にある天体は低温な大気を持ち分子の速度も小さいため、散逸する可能性も低い。

### ハイドロダイナミックエスケープ

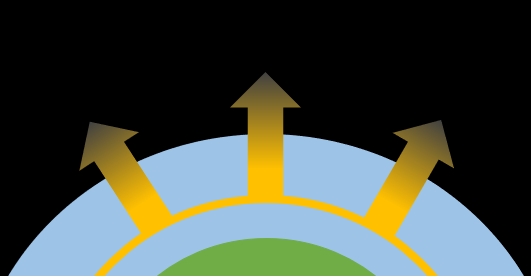
ハイドロダイナミックエスケープの模式図。大気のある高度で、気体全体が加熱されて膨張を始める。気体が膨張するにつれ、加速されて大気が散逸を起こす。この過程においては、軽く高速な分子が、重く低速な分子を引きずるようにして流出していく。

圧力と温度が高い大気では、ハイドロダイナミックエスケープ (英: hydrodynamic escape) と呼ばれる散逸も発生する。この現象はジーンズ散逸の場合とは異なり惑星大気が静水圧平衡になれない状態で発生し、大気が粒子単位ではなく流体として宇宙空間へ流出していく。流体力学的散逸とも呼ばれる。この散逸過程は、一般には極端紫外線放射など介した大量の熱エネルギーが大気に吸収されることで発生する。大気分子が加熱されるにつれて大気は上方へと拡大し、さらに脱出速度に到達するまで加速される。この過程においては、大量の気体が散逸する間に、軽い分子が衝突を介してより重い分子を引きずって散逸しうる。
ハイドロダイナミックエスケープでの大気の散逸率の上限値は、大気上層に与えられるエネルギーによって決まる。これは、流出していく大気は惑星の重力を振り切るためのエネルギーが必要であり、輻射などで大気に与えられるエネルギーの量を超えて散逸することは出来ないことによる。大気上層の加熱源は主に恒星からの遠紫外線や極端紫外線であるため、この波長域での輻射によって与えられるエネルギーで散逸できる量が、ハイドロダイナミックエスケープでの散逸率の上限値となる。
ハイドロダイナミックエスケープは、HD 209458b など、主星に近い軌道を公転するホット・ジュピターのような太陽系外惑星で観測されている。現在の太陽系内の惑星では大気が静水圧平衡を保っており、ハイドロダイナミックエスケープは発生していない。ただし過去には発生していた可能性があり、例えば金星の大気は過去に起きたハイドロダイナミックエスケープによって水を失った可能性が指摘されている。

## 非熱的散逸
大気散逸は非熱的な相互作用によっても発生し、これらを総称して非熱的散逸と呼ぶ。これらの過程の多くは光化学反応や荷電粒子 (イオン) の相互作用によって引き起こされる。非熱的散逸では散逸過程に荷電粒子が関与する場合が多いが、結果として散逸していくのは多くの場合は中性粒子である。また固有磁場を持つ天体の場合、磁場の影響を受けない中性粒子は散逸しやすいが、荷電粒子は磁気圏に捉われるため散逸しにくい。ただし荷電粒子が散逸する過程もある。

### 解離反応
高層大気では、高エネルギーの紫外線光子はより容易に分子と相互作用を起こすことができる。高エネルギー光子と分子が相互作用を起こして光解離し、生成された中性粒子がエネルギーを得て散逸を起こす場合がある。また、高エネルギーの電子が中性分子に衝突して破壊し、生成した中性の原子がエネルギーを得て散逸していく、衝突解離と呼ばれる散逸過程もある。
高エネルギー光子が分子と衝突して電離を起こす光電離が起きるとイオンが生成される。このイオンは惑星の磁気圏に捕獲され得るが、後述の極風によって散逸する場合がある。また光電離によって分子イオンが生成された場合、分子イオンと電子が再結合してから解離し、複数の中性粒子が生成される場合がある。この過程は解離性再結合と呼ばれ、電離エネルギーと解離エネルギーの差が粒子の運動エネルギーとなり、中性粒子が速度を得て散逸を起こす。

### 電荷交換

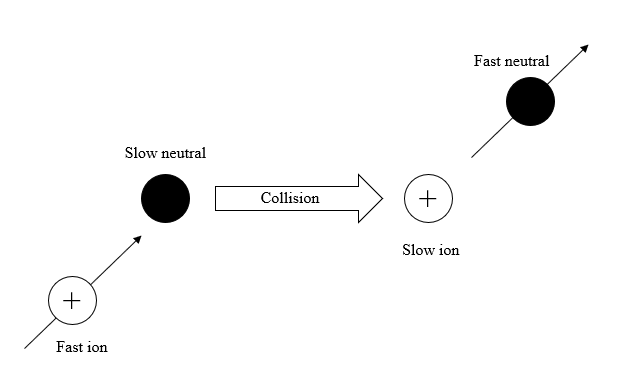
電荷交換で高速のイオンが低速の中性粒子から電子を捕獲する様子の模式図。新しく生成された高速の中性粒子は大気から散逸でき、同じく生成された低速なイオンは磁力線に捕獲される。

太陽風や磁気圏内の高エネルギーイオンは、高層大気の分子と電荷交換を起こす場合がある。高速で動くイオンは大気中の低速の中性粒子から電子を捕獲することで、高速の中性粒子と低速のイオンに変化する。低速のイオンは惑星の磁場に捕獲されるが、高速な中性粒子は散逸し得る。

### スパッタリング
太陽風からもたらされる過剰な運動エネルギーは、大気中の粒子と衝突して散逸させるのに十分なエネルギーを与える場合がある。この過程は、固体表面からのスパッタリングの過程と類似している。磁気圏を持つ惑星では、太陽風中の荷電粒子の進路は磁場によって曲げられて大気粒子との衝突を起こしにくくなる。そのため、この種の相互作用は磁気圏を持たない惑星において影響が顕著である。スパッタリングは、後述の太陽風によるイオンピックアップ過程と密接に関連している。
なお、スパッタリングを起こすには衝突する粒子のエネルギーは keV のオーダーであることが要求される。より低エネルギーの粒子の場合は、ノックオンと呼ばれる散逸が発生する。

### 極風
大気分子は、極風、あるいはポーラーウィンドと呼ばれる過程によって、磁気圏を持つ惑星の極域から散逸する場合がある。磁気圏の極域付近では磁力線が宇宙空間に向かって開いており、大気中のイオンが宇宙空間へ放出し得る経路となる。これは非熱的散逸の中でも荷電粒子が散逸を起こす過程である。

### イオンピックアップ
先述の通り、非熱的散逸の過程では多くの場合で荷電粒子が関与しており、これらは光電離や電荷交換、高エネルギーな電子との衝突によって生成される。一般に惑星磁場がある環境下では荷電粒子は磁場に捕獲されるが、固有磁場を持たない環境では太陽風の電磁場が大気に侵入して荷電粒子が捕獲され惑星から散逸していく、イオンピックアップ過程が発生しうる。例として、金星大気ではこのピックアップによって酸素イオンが流出しており、その散逸率は毎秒 1025 個である。
また太陽風によるピックアップを受けたイオンは、磁場との相互作用によってラーモア運動と呼ばれる磁力線に巻き付くようならせん運動を起こす。この高速な粒子は再び大気に衝突し、上記のスパッタリングによる大気散逸を引き起こすことが知られている。金星大気では、ピックアップされた荷電粒子によるスパッタリングにより、ピックアップによる散逸そのものより数十倍も多い中性粒子を散逸させることが指摘されている。

## 衝突による剥ぎ取り

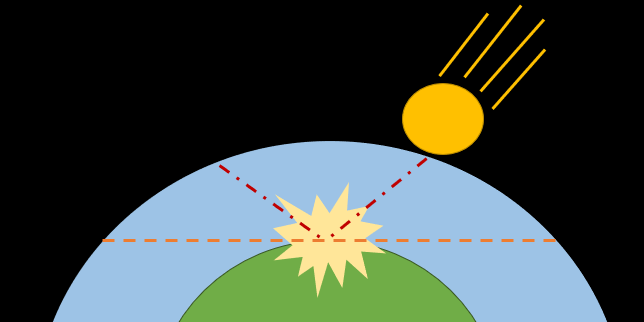
衝突剥ぎ取りによる大気散逸は、衝突箇所を中心とした円錐状の領域 (赤い一点鎖線) に集中する。この円錐の角度は衝突エネルギーの増加に従って大きくなり、最大の場合は接平面より上部 (オレンジの点線) の大気を放出する。

大気散逸は、惑星への天体衝突によっても発生しうる。衝突が十分に高エネルギーであった場合、大気分子を含む放出物が脱出速度に到達する。このような現象は大気の剥ぎ取りと呼ばれる。
衝突が大気散逸に大きな影響を及ぼすためには、衝突体の半径が大気のスケールハイトよりも大きい必要がある。衝突する天体は運動量を与え、主に以下の3つの方法で大気の散逸を促進する。(a) 衝突体が大気中を通過する際に遭遇するガスを加熱して加速する、(b) 衝突クレーターからの固体放出物が摩擦によって大気粒子を加熱する、(c) 衝突によって蒸気が発生し、表面から離れて膨張する。一番目のケースでは、加熱されたガスはハイドロダイナミックエスケープと類似した形態で散逸するが、発生するスケールはずっと局所的なものである。衝突剥ぎ取りによる散逸の大部分は三番目のケースによって発生する。この過程で放出できる最大の大気量は、衝突地点の接平面よりも上部の大気に相当する量である。

## 太陽系天体の主要な大気散逸過程

### 地球
地球における水素の大気散逸は、ジーンズ散逸 (~10 - 40%)、電荷交換 (~60 - 90%)、極風 (~10 - 15%) によって発生しており、1秒あたり 3 kg の水素原子が散逸している。これに加えて、およそ 50 g 毎秒のヘリウムが、主に極風によって地球から散逸している。その他の大気成分の散逸はずっと少ない。2017年には日本人の研究チームによって、月の少数の酸素イオンは地球から散逸した大気が起源であるという証拠が発見された。
10億年のうちに太陽は現在よりも10%明るくなる。これにより、地球から十分な水素が宇宙空間へ散逸し、地球上の全ての水が失われるのに十分なほど高温になる。
その他、水素原子と同様の過程で重水素の散逸や、地球コロナ (ジオコロナ) からの解離性再結合による酸素原子の散逸が発生している。

### 金星
最近のモデルでは、金星における水素の散逸はほとんどが非熱的散逸によるものであり、主に光化学反応および太陽風との電荷交換であることが示唆されている。また酸素の散逸は電荷交換とスパッタリング過程が支配的である。金星探査機のビーナス・エクスプレスによって金星の大気散逸率へのコロナ質量放出の影響が測定され、コロナ質量放出が増加している期間の散逸率は宇宙天気が平穏な状態に比べて1.9倍になることが発見された。

### 火星
初期の火星は、複数回の小さな衝突による大気剥ぎ取りの累積的な影響にさらされており、最近の火星探査機 MAVEN による観測では、火星大気中の 36Ar の66%が非熱的散逸によってこの40億年の間に失われたことが示唆されている。また、同じ期間に 0.5 bar かそれ以上に相当する量の二酸化炭素が散逸した。
MAVEN のミッションでは、火星の大気散逸の現在の値も探査された。ジーンズ散逸は火星における継続的な水素の散逸に重要な役割を果たしており、毎秒 160 - 1800 g の範囲で変動する散逸率を持つ。酸素の散逸は非熱的散逸が支配的である。光化学反応を介するものが ~ 1300 g/s、電荷交換が ~ 130 g/s、スパッタリングが ~ 80 g/s であり、散逸率の合計は ~ 1500 g/s である。炭素や窒素などのその他の重い原子は、主に光化学反応や太陽風との相互作用によって失われている。

### タイタンとイオ

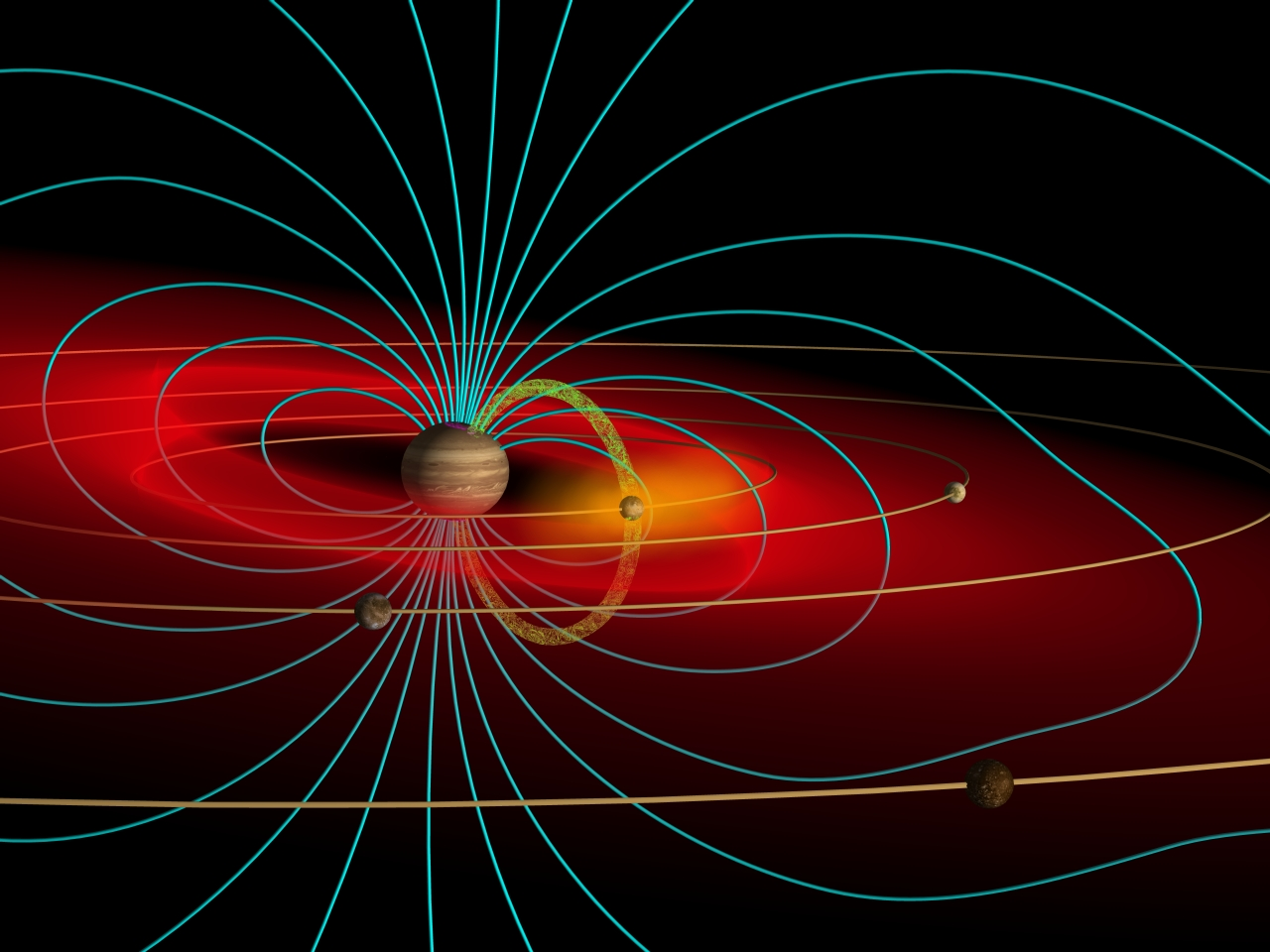
木星の磁気圏とイオ (画像中央) に起源を持つトーラス構造の模式図。画像中央にある小さい天体がイオである。プラズマトーラス (赤)、中性物質の雲 (黄色)、磁束管 (緑)、磁力線 (青) が描かれている。

土星の衛星であるタイタンと木星の衛星であるイオも大気散逸にさらされている。これらの衛星自身は磁場を持たないが、公転している惑星は強力な磁場を持っており、衛星がバウショックの内側を公転している場合は太陽風の影響から守られる。しかしタイタンは公転周期のおよそ半分の時間をバウショックの外で過ごし、磁場に妨げられていない太陽風にさらされる。太陽風に伴うピックアップとスパッタリングによって得られた運動エネルギーは全公転周期にわたってタイタンからの熱的散逸を増加させ、中性水素の散逸を引き起こす。散逸した水素はタイタンの後を追うような軌道に留まり、土星の周囲に中性水素のトーラスを形成する。
イオは木星の周囲を公転する際に、プラズマ雲と遭遇する。プラズマとの相互作用はスパッタリングを引き起こし、ナトリウム粒子が放出される。相互作用によって、イオの軌道の一部に沿ったバナナ状のナトリウムイオンの雲が生成される。

### その他の天体
その他の太陽系天体でも大気散逸は発生している。水星では太陽風によるイオンのピックアップによって、ヘリウムやアルゴンの散逸が発生している。月ではジーンズ散逸およびピックアップによって水素原子が散逸している。エウロパ、ガニメデ、カリストでは、水素原子・分子のジーンズ散逸や酸素原子の解離性再結合による散逸が起きている。また冥王星ではメタンのジーンズ散逸が発生している。

## 太陽系外惑星における大気散逸の観測

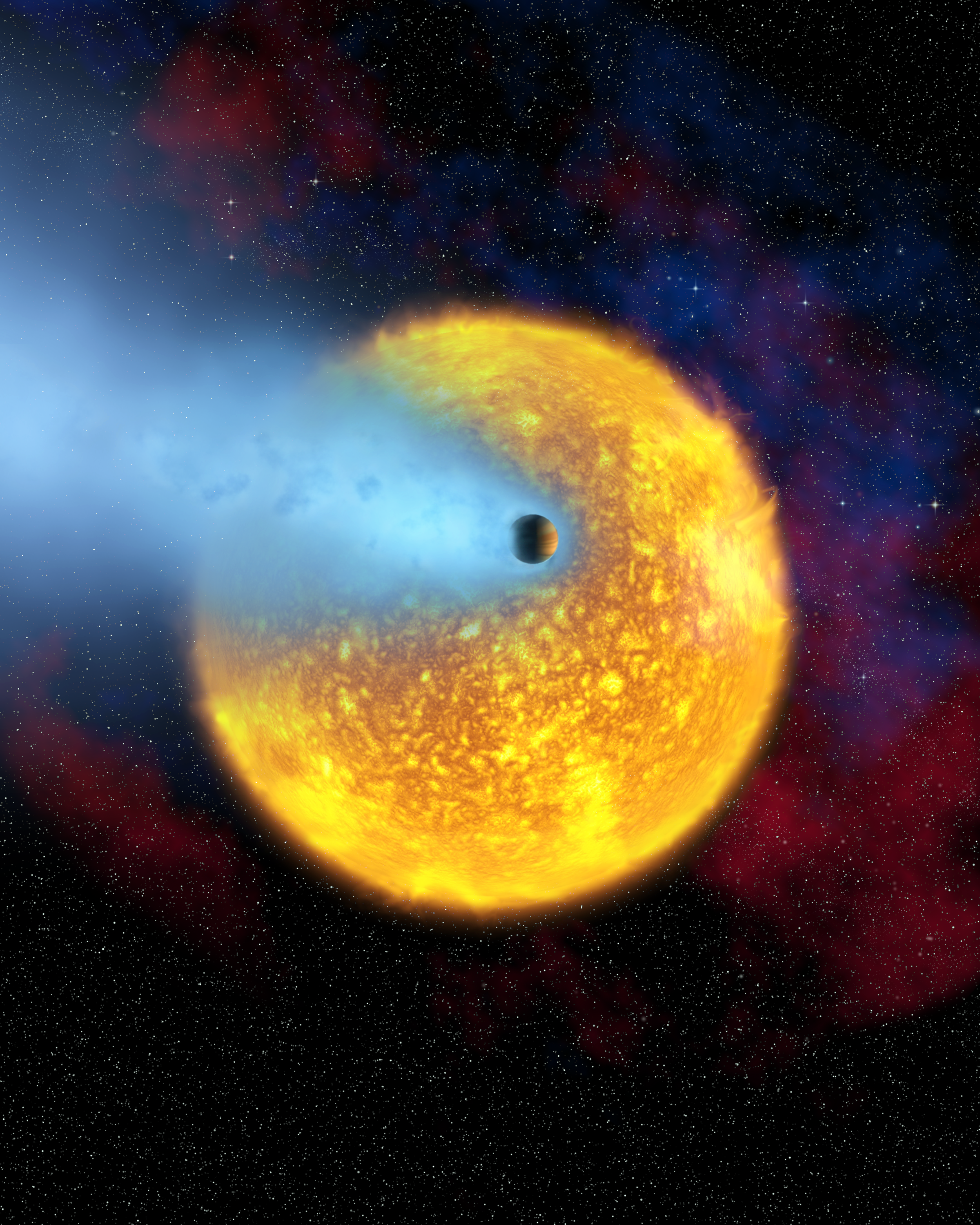
HD 209458 b から散逸する大気の想像図。

太陽系外惑星の研究では、大気の組成や居住可能性を決定する手段として大気散逸が測定されている。もっとも一般的な観測手段はライマンα線の吸収を用いるものである。系外惑星の多くが遠方の恒星の明るさが減光すること (トランジット) によって発見されているのと同様に、水素の吸収スペクトルに対応する波長での観測を行うことで、系外惑星の周囲に存在する水素の量を記述することができる。この手法によって、ホット・ジュピターのHD 209458 b、HD 189733 b、ホット・ネプチューンのグリーゼ436bなどで、大量の大気散逸が発生していることが確認されている。

## その他の大気損失機構
炭素隔離などの隔離は惑星からの散逸過程ではないが、大気から分子が失われて惑星内部へと移る現象である。地球上においては、水蒸気が凝縮して雨や氷河の氷になるとき、二酸化炭素が堆積物に隔離されるか海洋炭素循環を起こすとき、また岩石が酸化されるとき (例えば鉄の酸化数が Fe2+ から Fe3+ へ増加するとき) に発生する。また気体は吸着によって隔離される場合もあり、例えばレゴリス内の微粒子が表面粒子に付着する気体分子を捕獲する過程がある。